# Vilma Augienė
Vilma Augienė (* 7. November 1969 in Telšiai) ist eine litauische Politikerin, Vizeministerin.

## Leben
Nach dem Abitur von 1976 bis 1988 an der 3. Mittelschule Telšiai absolvierte Vilma Augienė bis 1988 bis 1993 das Studium der Vorschulpädagogik und Psychologie an der Vilniaus pedagoginis universitetas sowie von 2011 bis 2013 das Masterstudium Schutz der Kinderrechte an der Mykolo Romerio universitetas in der litauischen Hauptstadt Vilnius.
Von 1997 bis 1998 arbeitete Vilma Augienė als Projektleiterin im Unternehmen UAB „Organisations Consulting Group“, von 1998 bis 2004 bei UAB „Autarė“, von 2006 bis 2007 bei UAB „Sostinės biurai“ und von 2007 bis 2008 bei UAB „RRW medical trade“. Von 2011 bis 2015 leitete sie die Sozialhilfeabteilung und von 2015 bis 2017  war sie stellv. Direktorin der Verwaltung der Stadtgemeinde Vilnius. Seit 2017 ist sie litauische Vizeministerin für Soziales. Sie ist Stellvertreterin der Ministerin Monika Navickienė im Kabinett Šimonytė (von 2017 bis 2020 des Ministers Linas Kukuraitis im Kabinett Skvernelis).
Sie ist verheiratet.